# Грефе, Фёдор Богданович
Фёдор Богданович Грефе (нем. Christian Friedrich Gräfe; 1780—1851) — академик и заслуженный профессор Санкт-Петербургского университета по кафедре греческой словесности.

## Биография
Сын хемницкого пастора родился 1 июля 1780 года.
В Россию прибыл в 1810 году и поступил в Невскую духовную академию преподавателем греческого языка, а в 1811 году — в Главный педагогический институт, сначала профессором латинской словесности, затем (с 30 июля 1829 года по день смерти) — греческой словесности. В 1815—1823 годах преподавал греческий язык в Санкт-Петербургской губернской гимназии
Состоял членом академии наук с 1820 года. В 1836—1839 гг. — декан историко-филологического факультета Санкт-Петербургского университета. Уже в зрелые лета занялся санскритской грамматикой и написал несколько мемуаров по сравнительной лингвистике.
Умер 30 ноября (12 декабря) 1851 года. Похоронен на Смоленском лютеранском кладбище.